# アバクロンビー級モニター
アバクロンビー級モニター（アバクロンビーきゅうモニター；Abercrombie class monitor）は第一次世界大戦中にイギリス海軍が建造し、運用したモニター艦の艦級。ギリシャ海軍の戦艦「サラミス」は、船体をドイツ帝国で建造し、主砲をアメリカ合衆国で製造していたが、世界大戦勃発とドイツ封鎖で完成の目途が立たなくなった。そこでイギリスが14インチ主砲をアメリカ企業から購入し、モニター艦に転用したもの。

## 概要
1910年代になると、南ヨーロッパ、地中海、バルカン半島での東方問題が建艦競争に結びついた。まずオスマン帝国がイギリスに超弩級戦艦レシャディエ級戦艦を発注した。これに対抗するためギリシャ王国はドイツ帝国とフランスに超弩級戦艦を発注し、このうちドイツのフルカン社で建造したのが「サラミス (Σαλαμίς) 」である。ドイツ帝国で14インチ砲を調達することが出来ず、アメリカ合衆国のベスレヘム・スチールが製造した1914年型 35.6cm（45口径）砲連装砲塔4基（合計8門）搭載する予定だった。
ところが第一次世界大戦が勃発し、イギリスの海上交通遮断によりアメリカからドイツへ移送が不可能となる。ベスレヘムスチール社は、イギリス海軍に14インチ砲（連装砲塔4基）の売却を提案した。イギリスでもジョン・アーバスノット・フィッシャー第一海軍卿が提案するバルト海での特殊作戦や、ベルギー沿岸への火力支援を見越して、海上からの対地砲撃を主任務とする特殊艦艇が求められていた。
このような経緯で、建造期間4ヶ月、14インチ連装砲塔1基、喫水3メートル、速力10ノット、魚雷や機雷への水中防禦ありという条件で、特殊艦艇4隻の建造が決まった。起工から進水までの期間は6ヶ月以内だった。十分に時間をかけて設計できなかった結果、極めて低速だった。艦尾が船艇置き場となり、一本の煙突の前に三脚式の主檣および方位盤と観測所、その前に主砲塔1基と小型司令塔いう艦上配置であった。最大の特長は水線下のバルジで、舷側から5メートルもせり出している。
設計及び建造中、この級はスティックス級と名付けられ、南北戦争時代の著名な軍人の名を艦名としていた。すなわちユリシーズ・グラント将軍、ロバート・E・リー将軍、デヴィッド・ファラガット提督、ストーンウォール・ジャクソン将軍の4名の名前である。しかし本級建造時のアメリカ合衆国は中立国であったため、これらを艦名とするのは外交的に相応しくないとされ、最終的な艦名が与えられるまでは単に通し番号でM1-M4と命名された。そしてイギリス陸軍の軍人名に変更された。
設計時点では、弾着観測用にShort 166飛行艇を搭載することとなっていたが、実際には陸上機を使うほうがより効果的であると判断された。モニター艦は陸上を遠く離れた外洋で作戦することはなく、砲塔上に飛行艇を搭載するということは、弾着観測が必要とされていなくても主砲が発射される可能性があれば、損傷を避けるために飛行艇を移動させなければならないことを意味していたからである。
1914年12月には、本級の設計を踏襲した8隻のモニター艦が発注された。こちらはマジェスティック級戦艦から降ろした12インチ（30.5センチ）35口径連装砲塔を搭載し、ロード・クライヴ級モニターとなった。

## 同型艦
| 艦名                | 艦名の由来                   | 造船所                                             | 進水          | その後 |
| ------------------- | ---------------------------- | -------------------------------------------------- | ------------- | --- |
| M1 (アバクロンビー) | ラルフ・アバクロンビー       | ハーランド・アンド・ウルフ（ベルファスト造船所）   | 1915年4月15日 | 第1次世界大戦の休戦協定調印後、退役。1927年にインヴァーカイシング(en)のT.W.ワード社に売却され解体 |
| M2 (ハヴロック)     | ヘンリー・ハヴロック(en)     | ハーランド・アンド・ウルフ（ベルファスト造船所）   | 1915年4月29日 | 1927年に売却解体 |
| M3 (ラグラン)       | フィッツロイ・サマセット(en) | ハーランド・アンド・ウルフ（ガバン(en)造船所）     | 1915年4月29日 | 1918年1月20日、イムブロス島にてオスマン帝国海軍の巡洋戦艦ヤウズ・スルタン・セリム及び軽巡洋艦ミディッリにより、M28と共に撃沈される（イムブロス島沖海戦）                                                              |
| M4 (ロバーツ)       | フレデリック・ロバーツ(en)   | スワン・ハンター(en)社 (ウォールセンド (en)造船所) | 1915年4月15日 | 第一次世界大戦後、係留練習船となる。実験艦として用いられ、キング・ジョージ5世級戦艦や空母アークロイヤルの設計に寄与した。1936年に解体され、艦名はロバーツ級モニターの「ロバーツ (HMS Roberts, F40) 」に引き継がれた。 |